# Високопільська сільська рада (Валківський район)
Високопі́льська сільська́ ра́да — адміністративно-територіальна одиниця та орган місцевого самоврядування в Валківському районі Харківської області. Адміністративний центр — село Високопілля.

## Загальні відомості
- Високопільська сільська рада утворена в 1919 році.
- Територія ради: 61,38 км²
- Населення ради: 1 978 осіб (станом на 2001 рік)
- Територією ради протікає річка Коломак.

## Населені пункти
Сільській раді підпорядковані населені пункти:
- с. Високопілля
- с. Гвоздьове

### Колишні населені пункти
- Вовче
- Гайворонське

## Склад ради
Рада складається з 16 депутатів та голови.
- Голова ради: Шумейко Світлана Анатоліївна
- Секретар ради: Ведмідь Алла Миколаївна

### Керівний склад попередніх скликань
| Прізвище, ім'я, по батькові  | Основні відомості                                                                                          | Дата обрання | Дата звільнення |
| ---------------------------- | --- | ------------ | --------------- |
| Прилуцький Віктор Сергійович | Сільський голова, 1970 року народження, член Партії регіонів                                               | 26.03.2006   | 26.12.2006      |
| Шумейко Світлана Анатоліївна | Сільський голова, 1966 року народження, освіта вища, член Соціал-демократичної партії України (об'єднаної) | 22.04.2007   | 31.10.2010      |
| Шумейко Світлана Анатоліївна | Сільський голова, 1966 року народження, освіта вища, член Партії регіонів                                  | 31.10.2010   |                 |

Примітка: таблиця складена за даними сайту Верховної Ради України

### Депутати
За результатами місцевих виборів 2010 року депутатами ради стали:

#### За суб'єктами висування
| Суб'єкт висування    | Кількість обраних депутатів | %    |
| -------------------- | --------------------------- | ---- |
| Партія регіонів      | 14                          | 87,5 |
| Партія «Відродження» | 1                           | 6,3  |
| Самовисування        | 1                           | 6,3  |

#### За округами
| № округу             | Прізвище, ім'я, по батькові   | Дата визнання обраним | Освіта             | Партійна приналежність                        | Відомості про обраного депутата                         |
| -------------------- | ----------------------------- | --------------------- | ------------------ | --------------------------------------------- | ------------------------------------------------------- |
| Партія «ВІДРОДЖЕННЯ» |                               |                       |                    |                                               |                                                         |
| 7                    | Жовнір Віра Макарівна         | 02.11.2010            | середня спеціальна | член Партії «ВІДРОДЖЕННЯ»                     | Амбулаторія сімейного лікаря, мед. Сестра               |
| Партія регіонів      |                               |                       |                    |                                               |                                                         |
| 1                    | Гнатенко Любов Михайлівна     | 02.11.2010            | вища               | член Партії регіонів                          | Високопільська загальноосвітня школа І-ІІІ ст., вчитель |
| 2                    | Пригода Ганна Іванівна        | 02.11.2010            | середня спеціальна | член Партії регіонів                          | пенсіонер                                               |
| 3                    | Жовнір Петро Федорович        | 02.11.2010            | середня спеціальна | член Партії регіонів                          | тимчасово не працює                                     |
| 4                    | Сосновий Геннадій Олексійович | 02.11.2010            | середня спеціальна | член Партії регіонів                          | ТОВ «Єдність» Південної залізниці, охоронець            |
| 5                    | Алієв Джавід Мамедалі         | 02.11.2010            | середня спеціальна | член Партії регіонів                          | Високопільська загальноосвітня школа І-ІІІ, вчитель     |
| 6                    | Заречна Олена Василівна       | 02.11.2010            | вища               | член Партії регіонів                          | Будинок культури, директор                              |
| 8                    | Гаркавець Людмила Григорівна  | 02.11.2010            | вища               | член Партії регіонів                          | Високопільський дошкільний навчальний заклад, завідувач |
| 9                    | Саєнко Зоя Михайлівна         | 02.11.2010            | середня            | член Партії регіонів                          | пенсіонер                                               |
| 11                   | Шумейко Олександр Дмитрович   | 02.11.2010            | середня            | член Партії регіонів                          | Сільська рада, водій                                    |
| 12                   | Крижанівська Ніна Антонівна   | 02.11.2010            | вища               | член Партії регіонів                          | пенсіонер                                               |
| 13                   | Шумейко Микола Вікторович     | 02.11.2010            | середня спеціальна | член Партії регіонів                          | приватний підприємець                                   |
| 14                   | Ведмідь Алла Миколаївна       | 02.11.2010            | вища               | член Партії регіонів                          | Сільська рада, секретар                                 |
| 15                   | Гайворонська Ольга Іванівна   | 02.11.2010            | вища               | член Партії регіонів                          | тимчасово не працює                                     |
| 16                   | Гаркавенко Клавдія Олексіївна | 02.11.2010            | середня            | член Партії регіонів                          | пенсіонер                                               |
| Самовисування        |                               |                       |                    |                                               |                                                         |
| 10                   | Жовтобрюх Олександр Іванович  | 02.11.2010            | середня            | член Всеукраїнського об'єднання «Батьківщина» | ТОВ "Мар'їньське ", оператор                            |